# Мороз Олексій Григорович
Мороз Олексій Григорович  (нар. 14 січня 1940, с. Новоселиця Катеринопіл. р-ну Київ., нині Черкас. обл. - 01 грудня 2007, Київ) — український педагог, громадський та політичний діяч, академік АПН України, автор бл. 200 наукових праць.

## Біографія
Народився 14 січня 1940 р. у с. Новоселиця Катеринопільського р-ну Черкаської обл.
У 1947—1957 рр. — навчався в Новоселицькій середній школі.
У 1957—1959 рр. — навчався в Корсунь-Шевченківському педагогічному училищі.
У 1959—1960 рр. — учитель Розсоховатської середньої школи Катеринопільського району Черкаської області.
У 1960—1962 рр. — учитель Юрківської середньої школи Звенигородського району Черкаської області.
У 1962—1967 рр. — навчався на фізико-математичному факультеті Київського державного педагогічного інституту імені ім. О. М. Горького. (далі — КДПІ ім. О. М. Горького)
У серпні — жовтні1968 р. — асистент кафедри методики викладання фізики КДПІ ім О. М. Горького.
У 1968—1971 рр. — аспірант кафедри педагогіки Київського державного університету ім. Т. Г. Шевченка.
У 1971—1974 рр. — асистент, науковий співробітник, старший викладач лабораторії наукових основ вищої педагогічної освіти КДПІ ім. О. М. Горького.
У 1972 р. захистив кандидатську дисертацію «Шляхи забезпечення наступності в самостійній навчальній роботі учнів середньої загальноосвітньої школи і студентів вищих навчальних закладів».
З 25 травня 1972 р. — кандидат педагогічних наук.
З 15 жовтня 1975 р. — доцент кафедри загальної педагогіки КДПІ ім. О. М. Гомького.
У 1974—1975 рр. — заступник декана фізико-математичного факультету КДПІ ім. О. М. Горького.
З лютого 1974 по жовтень 1975 р. — виконувач обов'язків доцента кафедри педагогіки КДПІ ім. О. М. Горького.
У 1976—1978 рр. — старший науковий співробітник (докторант) кафедри педагогіки КДПІ ім. О. М. Горького.
У 1978—1981 рр. — завідувач лабораторії вищої педагогічної освіти КДПІ ім. О. М. Горького.
У 1981—1986 рр. — завідувач кафедри наукових основ управління загальноосвітньою школою КДПІ ім. О. М. Горького.
У 1984 р. захистив докторську дисертацію «Професійна адаптація випускника педагогічного вищого навчального закладу»
З 14 грудня 1984 р. — доктор педагогічних наук.
З 13 вересня 1985 р. — професор кафедри наукових основ управління загальноосвітньої школи КДПІ ім. О. М. Горького.
У 1986—1991 рр. — декан педагогічного факультету КДПІ ім. О. М. Горького.
У 1992—1995 рр. — заступник міністра освіти України.
З 1992 р. — дійсний член Національної Академії Педагогічних Наук України.
У 1995—1997 рр. — директор Інституту післядипломної освіти Київського Національного університету імені Т. Г. Шевченка.
У 1997—1999 рр. — професор кафедри теорії та історії педагогіки Українського національного педагогічного університету імені М. П. Драгоманова.
У 2000—2007 рр. — завідувач кафедри педагогіки і психології вищої школи Національного педагогічного університету імені М. П. Драгоманова.
Помер 1 грудня 2007 р.

### Наукова діяльність
Після навчання в аспірантурі Київського державного університету ім. Т. Г. Шевченка на кафедрі педагогіки вищої школи в 1972 р. захистив кандидатську дисертацію «Шляхи забезпечення наступності в самостійній навчальній роботі учнів середньої загальноосвітньої школи і студентів вузу» і повернувся працювати у КДПІ імені О. М. Горького спочатку асистентом кафедри методики викладання фізики, потім старшим викладачем, доцентом, заступником декана фізико-математичного факультету, головою місцевкому, завідувачем лабораторією наукових основ вищої педагогічної освіти, завідувачем кафедри наукових основ управління загальноосвітньою школою, деканом педагогічного факультету.
Захистив докторську дисертацію, присвячену проблемі адаптації молодого вчителя.
У 1992 р. обраний дійсним членом Академії педагогічних наук України. Протягом наступних років брав активну участь у розбудові національної освіти: плідно працював заступником міністра освіти України, був директором Інституту післядипломної освіти Національного ун-ту імені Т. Г. Шевченка.
З 2000 р. і до останнього подиху життя очолював створену ним кафедру педагогіки і психології вищої школи НПУ імені М. П. Драгоманова, яка здійснює психолого-педагогічну підготовку магістрантів і аспірантів — майбутніх викладачів ВНЗ.

## Звання та нагороди
1983 — Відмінник народної освіти СРСР;
2004 — Відмінник освіти України.
Нагороджений медалями: «1500-річчя Києва»,  «Ветеран праці», «медаллю А. С. Макаренка», орденом «святих Кирила і Мефодія», Почесною грамотою Верховної ради України, чисельними грамотами Міністерства освіти і науки України.

## Науковий доробок
Академік О. Г. Мороз — відомий український учений у галузі педагогічної науки. Ним розроблена система психолого-педагогічної підготовки майбутнього вчителя, зокрема гуманізації та гуманітаризації змісту педагогічної освіти, удосконалення самостійної навчальної роботи студентів, формування педагогічної творчості і професійної майстерності майбутніх учителів, підвищення якості перепідготовки педагогічних кадрів та ін.
Його книги «Професійна адаптація молодого вчителя», «Навчальний процес у вищій педагогічній школі», «Педагогіка і психологія вищої школи», «Викладач вищої школи: психолого-педагогічні основи підготовки» та численні публікації в наукових часописах і матеріалах міжнародних і всеукраїнських наукових конференцій узагальнюють плідний багаторічний науковий і педагогічний досвід.
Науковий доробок Олексія Григоровича активно впроваджується в практиці роботи педагогічних ВНЗ і загальноосвітніх шкіл. Створена ним наукова школа впродовж багатьох років досліджує психолого-педагогічні проблеми підготовки майбутніх учителів.
Під його керівництвом захищено 19 докторських і 77 кандидатських дисертацій. Він багато років був головою та членом спеціалізованих рад по захисту кандидатських і докторських дисертацій із педагогіки і психології в НПУ імені М. П. Драгоманова.

## Морозівські читання
З 2010 р. в Національному педагогічному університеті ім. М. П. Драгоманова під егідою Міністерства освіти і науки України та Національної академії педагогічних наук України проходять Морозівські педагогічні читання, присвячені пам'яті відомого українського науковця, педагога, доктора педагогічних наук, професора, академіка НАПН України Олексія Григоровича Мороза (1940—2007 рр.).
Ініціатива організації і проведення читань належить загально університетській кафедрі педагогіки і психології вищої школи НПУ імені М. П. Драгоманова завідувач кафедри — доктор педагогічних наук, професор Наталія Миколаївна Дем'яненко). Тематичні засідання Морозівських читань проводяться кожні два роки.
12–13 лютого 2010 р. — І Всеукраїнські Морозівські педагогічні читання «Актуальні проблеми педагогіки вищої школи в руслі Болонського реформування»;
30–31 березня 2012 р. — ІІ Всеукраїнські Морозівські педагогічні читання «Інтернаціоналізація системи вищої освіти України»;
14–15 березня 2014 р. — ІІІ Всеукраїнські Морозівські педагогічні читання «Магістратура в освітньому просторі університету»;
15–16 березня 2016 р. — IV Всеукраїнські Морозівські педагогічні читання «Академічні свободи і автономія університету».

### Друковані праці
1971
- Мороз О. Г. До питання про наступність самостійної навчальної роботи учнів і студентів // Взаємозв'язок вузів зі школою: Тези доповідей.- Запоріжжя, 1971.- С. 12.
- Мороз О. Г. Шляхи забезпечення наступності в навчальній роботі старшокласників і студентів-першокурсників // Рад. школа.- 1971.-№ П.-С 90-98.
- Мороз О. Г. Шляхи здійснення наступності форм і методів навчання в середній та вищій школі // Вища і середня педагогічна освіта.- К., 1971.- Вип. 5.- С. 88-93.

1972
- Мороз А. Г. Пути обеспечения преемственности в самостоятельной учебной работе учащихся средней общеобразовательной школы и студентов вуза: Автореф. дис. канд. пед. наук.- К., 1972.- 24 с. (Киевский ун-т).
- Мороз О. Г. Про готовність вступників середніх шкіл до навчання у вузі//Педагогіка.- К., 1972.- Вип. 11.- С. 106—111.
- Мороз О. Г. Про наступність вивчення закону Ома в середній школі // Фізика в школі.- К.: Рад. школа, 1972.- С. 5-9.
- Мороз О. Г. Формування у першокурсників вузу уміння самостійно вчитися як одна з умов підвищення якості їх знань // Вісник Київського ун-ту. Сер. Історія.- 1972.- № 14.- С. 37-43.

1973
- Мороз А. Г. К вопросу о дидактической адаптации первокурсников вуза // Психологические и социально-психологические особенности адаптации студента: Материалы симпоз.- Ереван, 1973.- С. 104—106.
- Мороз О. Г. Програма курсу «Основи організації самостійної роботи студентів» (на допомогу першокурснику вузу).- К.: КДПІ, 1973.- 13с.

1974
- Мороз О. Г. Забезпечення наступності в самостійній навчальній роботі учнів і студентів // Актуальні питання дидактики.- К.: Вища школа, 1974.- С. 106—108.
- Бурлака Я. Л., Мороз О. Г. Програма курсу «Вступ до спеціальності» (проект).- К.: КДПІ, 1974.- 14 с.

1975
- Мороз О. Г., Третякова ТА. Педагогічні проблеми самоосвіти студентів // Вища і середня педагогічна освіта. Вип. 8.- К., 1975.- С. 34-42.
- Мороз О. Г. Роль програмованого контролю в активізації самостійної роботи студентів // Програмоване навчання в педагогічному вузі: Матеріали респ. семінару- К.: Вища школа, 1975.- С. 21-22.
- Мороз О. Г. Статистичний аналіз впливу деяких факторів на успішність першокурсників // Рад. шк., 1975.- № 2.- С. 98-102.
- Мороз О. Г. Формування у студентів педвузу навичок самостійної навчальної роботи // Проблема удосконалення навчального процесу в педагогічному вузі: Матеріали респ. наук.- практ. конф.- К.: КДПІ, 1975.- С. 112—114.

1977
- Мороз О. Г. Наступність у підготовці вчителя як один з провідних принципів функціонування системи вищої педагогічної освіти // Проблеми дальшого розвитку педагогічних і психологічних наук в світлі рішень XXV з'їзду КПРС: Тези респ. наук, конф.- К., 1977.- Ч2.-С. 192—193.
- Мороз А. Г. Преемственность учебной и общественной работы как необходимое условие формирования общественной активности учителя // Проблемы повышения общественной активности будущего учителя в процессе обучения в педвузе: Тезисы Всесоюз. конф.- Пермь, 1977.- Ч. 1.- С. 58-60.

1978
- Мороз О. Г. Вимоги до професії вчителя в умовах науково-технічного прогресу// Рад. шк.- 1978.- № 12.- С. 37-42.

1979
- Мороз О. Г. Дослідження дидактичної адаптації молодого вчителя фізики//Викладання фізики в школі.- К.: Рад. школа.- 1979.- С. 50-57.
- Мороз А. Г., Солодухова О. Г. Профессиональная подготовка выпускника педагогического вуза как одна из предпосылок его успешной адаптации к работе в школе // Улучшение качества подготовки педагогических кадров и повышение уровня идейно-политического воспитания студенческой молодежи в свете решений XXV съезда КПСС: Тезисы респ. науч. конф. 12-14 нояб. 1979г.- Харьков, 1979.С. 116—117.

1980
- Мороз А. Г., Чекурда А. Д. Подготовка будущего специалиста к творческой деятельности // Республиканская научная конференция: Реальная творческая деятельность студентов: Тез. докл. и сообщ., дек. 1980 г.- К., 1980.- С. 91-92.
- Мороз О. Г. Професійна адаптація молодого вчителя (Навчальний посібник).- К.: КДШ ім. О. М. Горького, 1980.- 96 с.
- Самостійна навчальна робота студентів: Метод рекомендації / О. Г. Мороз, О. Д. Чекурда, Г. О. Козачук, Д. С. Рященко, Н. П. Мороз.- К.: КДШ, 1980.- Вип. 1.- 29 с.; Вип. 2.- 38 с.
- Мороз А. Г. Формирование готовности к педагогической деятельности будущих учителей // Психолого-педагогические основы совершенствования подготовки специалистов в университете.- Днепропетровск: ДГУ, 1980.- С. 71-75.

1981
- Мороз О. Г. Молодий учитель і шкільний колектив.- К.: Знання 1981.- 48 с. (Педагогічна серія VII, № 3).

1982
- Пути совершенствования оценки результатов деятельности школы, труда учителя и учащихся в свете решений XXVI съезда КПСС: Метод, рекомендации / Д. И. Румянцева,… А. Г. Мороз, Н. М. Островерхова и др.- Симферополь: СГУ, 1982.- 4 с.

1983
- Мороз А. Г. Особенности воспитательной деятельности молодого учителя в интернатных учреждениях // Совершенствование учебно-воспитательной работы в школах и группах продленного дня.-К., 1983.-С. 41-45.
- А. Г. Мороз Педагогический коллектив школы в управлении профессиональной адаптацией молодого учителя // Научные основы современной школы.- Симферополь, 1983.- С. 34-37.
- Мороз А. Г. Проблема оценки социально-психологического климата в педагогическом коллективе школы // Теория и практика управления школой: Тез. докл. к науч.- практ. конф.- Барнаул, 1983.-С. 90-91.
- Мороз А. Г. Профессиональная адаптация выпускника педагогического вуза: Автореф. дис. … д-ра пед. наук.- К.: КГПИ, 1983.-50 с.
- Мороз А. Г. Совместная работа школы, педвуза и органов народного образования с молодыми учителями: Метод, рекомендации.- К.: КГПИ, 1983.-30 с.
- Кобзар Б. С., Мороз О. Г. Загальна методика навчально-виховного процесу (Рец. на кн.: Коротков В. М. Общая методика учебно-воспитательного процесса.- М.: Просвещение, 1983.) // Рад. шк.- 1983.-№ 12.-С. 87-88.

1984
- Сластенин В. А., Мороз А. Г., Тамарин В. Э. Социальная активность и адаптация молодого учителя // Формирование социально активной личности учителя.- М.: МГПИ, 1984.- С. 141—144.

1985
- Мороз А. Г. Адаптация молодого учителя к условиям учебно-воспитательного процесса школы: Метод, рекомендации.- К.: КГПИ, 1985.-51с.
- Мороз А. Г. Педагогический коллектив как среда адаптации молодого учителя: Метод, рекомендации.- К.: КГПИ, 1985.- 22 с.
- Мороз О. Г. Педагогічне управління процесом професійної адаптації молодого вчителя // Почат. шк.- 1985.- № 1.- С. 71-76.
- Мороз А. Г. Роль педагогического общения в профессиональном становлении молодого учителя // Материалы научно-практической конференции «Совершенствование стиля и методов руководства общеобразовательной школой и улучшение деятельности ФППК организаторов народного в условиях осуществления школьной реформы».- Барнаул, 1985.- С. 67-68.
- Мороз О. Г. Соціально-психологічна адаптація молодого вчителя // Радянська школа.- 1985.- № 8.- С. 21-28.
- Мороз О. Г. Тематика і методичні вимоги до курсових робіт слухачів ФППК ОНО.- К.: КГПИ, 1985.- 24 с.

1986
- Мороз А. Г. Профессиональное становление молодого учителя как объект управленческой деятельности директора школы // Тезисы докладов III республиканской научно-практической конференции по совершенствованию управления и внедрения НОТ в систему народного образования.- Рига, 1986.- С. 45-46.
- Совершенствование учебно-методической деятельности ФППК организаторов народного образования: Информ.- метод, письмо / В. С. Демчук, Б. С. Кобзарь, А. Г. Мороз, Н. М. Островерхова, Л. М. Шведко, Ю. Д. Шелухин.- К.: РУМК МП УССР, 1986.-34 с.

1987
- Самостійна навчальна робота студентів: Метод, рекомендації / О. Г. Мороз (відп. за вип.), О. Д. Чекурда, Г. О. Чекурда, Д. С. Рященко.- К., КДШ, 1987.- 72с.

1988
- Мороз А. Г. Адаптация молодого учителя в педагогическом коллективе // Проблемы совершенствования послевузовского образования молодых учителей в свете решений XXVII съезда КПСС: Тез. докл.- Гродно, 1988.- С. 56-57.
- Мороз О. Г. Дидактична адаптація молодого вчителя // Радянська школа.- 1988.- № 4.- С. 86-90.
- Мороз А. Г., Максименко С. Д., Рождественский Ю. Т. Методология и методы психолого-педагогических исследований: Учебный план и программа курса.- К.: РУМК МП УССР, 1988.- 32 с.
- Мороз А. Г. Мотивационно-ценностное отношение молодого учителя к педагогической деятельности как фактор развития его творческой активности // Творческое наследие А. С. Макаренко и совершенствование подготовки педагогических кадров: Тез. докл. и выступлений на Всесоюз. науч.- практ. конф., посвящ. 100-летию со дня рождения А. С. Макаренко.- Полтава, 1988.- С. 37-38.

1989
- Мороз А. Г., Тарасенко ГГ., Кит ЕЕ Практическая подготовка студентов педвуза к воспитательной работе в школе.- К.: КЕПИ, 1989.-53 с.

1990
- Мороз О. Г. Адаптація молодого вчителя до виховної роботи // Радянська школа.- 1990.- № 8.- С. 64-72.
- Мороз О. Г. Актуальні питання підготовки вчителя // Тези республіканської науково-методичної конференції «Підготовка вчителя національної школи».- Тернопіль, 1990. С. 58-59.
- Мороз А. Г. Готовность к профессиональной деятельности как необходимое качество личности будущего учителя // Тезисы Всесоюзной научно-практической конференции "Социально-педагогические проблемы воспитания ученической молодежи.- Запорожье, 1990.- С. 34-35.
- Мороз О. Г. До питання формування у студентів педвузу підготовки до професіональної діяльності //Шляхи вдосконалення професіонально-педагогічної підготовки вчителя в умовах перебудови вищої і середньої школи: Тези доп. міжвуз. наук.- практ. конф.- Ніжин, 1990.-Ч. 1.-С. 5-7.
- Мороз А. Г. Дмитрик И. С. Методологические и теоретические основы перестройки системы педагогического образования // Педагогическое образование: Сб. научных трудов.- М.: МГПУ, 1990.- Вып. 11.-С. 87-90.
- Мороз А. Г., Гущенко В. А. Наступність у формуванні педагогічних умінь в учнів педучилищ і студентів педвузу: Методичні матеріали.- К.: КДШ, 1990.- 32 с.
- Организация работы со слушателями факультета повышения квалификации руководителей школ: Учеб пособие для слушателей ФППК ОНО, руководителей школ /Мороз А. Г., Островерхова Н. М., Трикоз В. А.; Киев. гос. пед. ин-т им. А. М. Горького.- К.: КГПИ, 1990.- 112с.
- Мороз А. Г., Гущенко В. А. Преемственность форм организации обучения учащихся педучилищ и студентов педвуза // Тезисы Всесоюзной научно-методической конференции "Пути усовершенствования профессионального мастерства учителя начальных классов при сокращении обучения на заочном отделении педагогического института.- Красноярск, 1990.- С. 97-98
- Роман Р. М., Мороз О. Г. Проблема самореалізації особистості в трактуванні представників «гуманістичної» педагогіки США// Проблема самореалізації особистості в педвузі і загальноосвітній школі: Тези доп. міжвузівської наук, конф.- К.: КДШ, 1990.- С. 115—116.
- Мороз А. Г., Дмитрик И. С. Теоретические основы разработки системных технологий обучения педагогическим дисциплинам // Материалы Всесоюзной научно-практической конференции "Разработка и внедрение гибких технологий обучения педагогическим дисциплинам.- М.: Прометей, 1990.- С. 93-94.
- Ніколенко Д., Мороз О. Шкільний психолог: як його готувати? // Радянська освіта.- 1990.- 17 липня.

1991
- Мороз О. Г., М. М. Грищенко як фундатор педагогіки вищої школи на Україні // Науково-педагогічні проблеми підготовки вчителя у вузі: матеріали міжвузавської науково-практичної конференції, присвяченої 70-річчю Київського держ. пед. ін-ту ім. О. М. Горького (31 жовтня — 1 листопада 1990 р.).- К.: КДШ, 1991.- С. 19-20.
- Мороз О. Г. Формування у студентів педвузу готовності до професійної діяльності//Там само.- С. 98-100
- Мороз О. Г. Підготовка студентів педвузу до педагогічної майстерності//Радянська школа.- 1991.- № 3.- С. 37-39.

1992
- Мороз О. Г., Клочко Н. А., Рамський Ю. Вдосконалення навчального процесу на базі автоматизованих навчальних комплексів // Проблеми вищої школи.- К.,1992.- Вип.77.- С. 89-90.
- Мороз О. Г. До питання управління навчальним процесом у педвузі // Матеріали Всеукраїнської науково-практичної конференції "Психолого-педагогічна підготовка вчителя у вузі.- Полтава, 1992.-С. 9-11.
- Мороз О. Г. «Казенний» дім чи рідна оселя // Сільські вісті.- 1992.- 7 жовтня.- С. 2.
- Мороз О. Г. Канікули з проблемами: Організація літнього відпочинку і оздоровлення дітей: Інтерв'ю з заступником міністра освіти України О. Г. Морозом // Освіта.- 1992.- 26 трав.
- Мороз А. Г. Педагогическая техника и пути ее формирования // Народное образование.- 1992.- № 2.- С. 34-36.
- Мороз О. Г., Омеляненко В. Л. Перші кроки до майстерності.- К: Знання, 1992.- 112 с. (Сер. 7 «Світоч» Т-ва «Знання» України, № 4-6).
- Мороз О. Г. Підготовка практичних психологів у вузі // Наукові записки: Матеріали зв.- наук. конф. викладачів за 1991 рік.- К.: КДПІ, 1992.- С. 90-92.
- Мороз О. Г. Професійна адаптація молодого вчителя.- К.: Знання, 1992.- 47 с.
- Мороз А. Г. Профессиональная адаптация как педагогическая проблема: Монография.- Армавир, 1992.- 345 с.
- Мороз А., Теплицкая Е. Психолого-физиологические показатели адаптации студентов педагогического вуза // Тезисы международной конференции физиологов.- М., 1992.- С. 156—157.
- Мороз О. Г. Свято лишається з нами // Голос України.- 1992.- 29 серп.
- Клочко Н. А., Мороз А. Г., Рамский Ю. С. Совершенствование учебного процесса на базе автоматизированных обучающих комплексов // Проблеми вищої школи.- К., 1992.- Вип. 77.- С. 19-27.

1993
- Мороз О. Г. Вибирайте вуз, як вибирають долю // Освіта.- 1993.- 25 черв.- С. 3.
- Мороз О. Г. Втрачаючи в освіті, ризикуєте втратити майбутнє // Київська новина.- 1993.- №.4.- С. 5.
- Концепція дошкільного виховання в Україні: Проект / Авт. колектив: Л. В. Артемова, З. Н. Борисова, О. Г. Мороз та ін.- К.: Освіта, 1993.-16с.
- Мороз О. Г. Педагогічна спадщина В. О. Сухомлинського та актуальні проблеми сучасної школи // Педагогічна спадщина В. О. Сухомлинського і розбудова національної освіти: Тези міжнародної науково-практичної конференції.- Кіровоград, 1993.- С. 67-68.
- Мороз О. Г. Серпнева нарада вирішить!: Реалізація Державної національної програми «Освіта» // Освіта.- 1993.- 19 серп.- С. 2.- Спецвипуск-посібник № 5.

1994
- Мороз О. Виховання — проблема вічна // Дошкільне виховання.- 1994.- № 8.- С. 2-4.
- Мороз О. Г. Втрачений день в освіті — у майбутньому рік забере // Голос України.- 1994.- 16 вересня.- С. 3.
- Мороз О. Г. Захистити дитинство: (Про Державну національну програму «Освіта»(«Україна XXI століття») //Рідна школа.- 1994.- № 7.- С. 28-29.
- Мороз О. Навчальні заклади нового типу формують інтелект держави//Освіта.- 1994.- 9 лют.- С. 3.
- Мороз О. Г. Про завдання навчально-виховних закладів нового типу у формуванні інтелекту держави // Всеукраїнська науково-практична конференція з проблем роботи середніх загальноосвітніх навчально-виховних закладів нового типу: Тези доп. та виступів.- К., 1994.- Вип 1.- С. 4-20.
- Мороз О. Г. Управління середніми загальноосвітніми закладами на рівні сучасних вимог // Матеріали Всеукраїнської науково-практичної конференції «Актуальні проблеми управління сучасною школою», 27-28 жовтня 1994 р.- К., 1994.- С. 56-57.
- Мороз О. Що чекає випускників?: Випускні екзамени // Нова освіта України.- 1994.- № 2.- С. 25-27.
- Мороз О. Як відгукнеться наше «сьогодні» в дітях: (Освіта сьогодні) // Голос України.- 1994.- 16 верес.- С. 12.
- Мороз О. Яке право кому належить?: Проблема управління сучасними середніми загальноосвітніми навчально-виховними закладами//Освіта.- 1994.- 23листоп.- С. 3.
- Всеукраїнська науково-практична конференція з проблем роботи середніх загальноосвітніх навчально-виховних закладів нового типу, 2-4 лютого 1994 року: Тези доповідей та виступів / АПН України. ІСДО України, Фонд-центр Еуоііліа / О. Г. Мороз (ред.).- К.: ІСДО, 1994.- Вип. 1.- 312 с.; вип. 2.- 302 с.
- Луговий В. І. Педагогічна освіта в Україні: структура, функціонування, тенденції розвитку / За ред О. Г. Мороза.- К., 1994.- 196 с.

1996
- Мороз О. Г., Роман Р. М. Професійне становлення вчителя у СІЛА// Система неперервної освіти: здобутки, пошуки, проблеми.- Чернівці, 1996.- С. 45-47.

1997
- Мороз О. Г. Підготовка майбутнього вчителя: зміст та організація: Навч. посібник/О. Г. Мороз, В. О. Сластьонін, Н. І. Філіпенко: — К.: НПУ, 1997.- 168 с.

1998
- Мороз А. Г. Профессиональна адаптация молодого учителя.- К.: НПУ им. М. П. Драгоманова, 1998.- 326 с.

1999
- Мороз О. Г. Управління підготовкою вчителя як проблема педагогічної освіти // Соціально-педагогічне забезпечення гуманітарної освіти спеціаліста технічного профілю: Тези Всеукраїнської наук.- практ. конф.- Черкаси, 1999.- Ч.1.- С. 34-35.

2000
- Мороз О. Г., Юрченко В. І. Психолого-педагогічна модель особистості викладача вищої школи // Наукове проектування інноваційних та альтернативних систем вищої освіти: Збірка матеріалів до Всеукраїнської наук.- практ. конф., 11-12 травня 2000 р.- Тернопіль: Економічна думка, 2000.- С. 187—189
- Мороз О. Г., Яшанов С. М. Умови ефективності організації самостійної роботи студентів // Наукове проектування інноваційних та альтернативних систем вищої освіти: Збірка матеріалів до Всеукр. наук.-практ. конф.,11-12 травня 2000 р.-Тернопіль: Економічна думка, 2000.- С. 161—163.
- Мороз О. Як читати «Поучення» Володимира Мономаха // Освіта. — 2000. — 9-16 серпня, № 35. — С. 1-3.

2001
- Навчальний процес у вищій педагогічній школі: Навч. посібник / За заг. ред. О. Г. Мороза. — К.: НПУ ім. М. П. Драгоманова, 2001. — 337 с.
- Педагогіка і психологія вищої школи: Бібліографія /Укл. О. Г. Мороз, В. І. Юрченко. — К.: НПУ ім. М. П. Драгоманова, 2001. — 38 с.
- Мороз О. Г., Юрченко В. І. Підготовка майбутнього викладача вищої школи: психолого-педагогічний ракурс // Наукові записки: Зб. наук. пр. — К.: НПУ, 2001. — Вип. 41. — С.156-159.
- Самодрин А., Мороз О. Проблеми допрофесійної підготовки у зарубіжній школі // Директор школи. Україна. — 2001. — № 45. — С.8-9.

2002
- Мороз О. Особистість майбутнього педагога (Управління підготовкою вчителя: психолого-педагогічний аспект) //Вища освіта України. — 2002. — № 3. — С.50-54.

2003
- Мороз О. Г., Падалка О. С., Юрченко В. І. Педагогіка і психологія вищої школи: Навч. посібник для молодих викладачів, аспірантів і майбутніх магістрів / За заг. ред. О. Г. Мороза. — К.: НПУ, 2003. — 267 с.

2006
- Мороз О. Г., Падалка О. С., Юрченко В. І. Викладач вищої школи: психолого-педагогічні основи підготовки: Навч. посібник / За заг. ред. О. Г. Мороза. — К.: НПУ, 2006. −208 с.